# La Bastide (Limoges)
Pour les articles homonymes, voir La Bastide.
La Bastide /la batid/ est un quartier de la ville française de Limoges (Haute-Vienne), couramment appelé Cité de la Bastide. 
Porte d'entrée nord de la ville, il est créé en 1957 à partir d'une ancienne propriété agricole. Son architecture est typique de celle des grands ensembles, mais une opération de renouvellement urbain, entamée en 2010, modifie considérablement sa morphologie.

## Géographie

### Situation

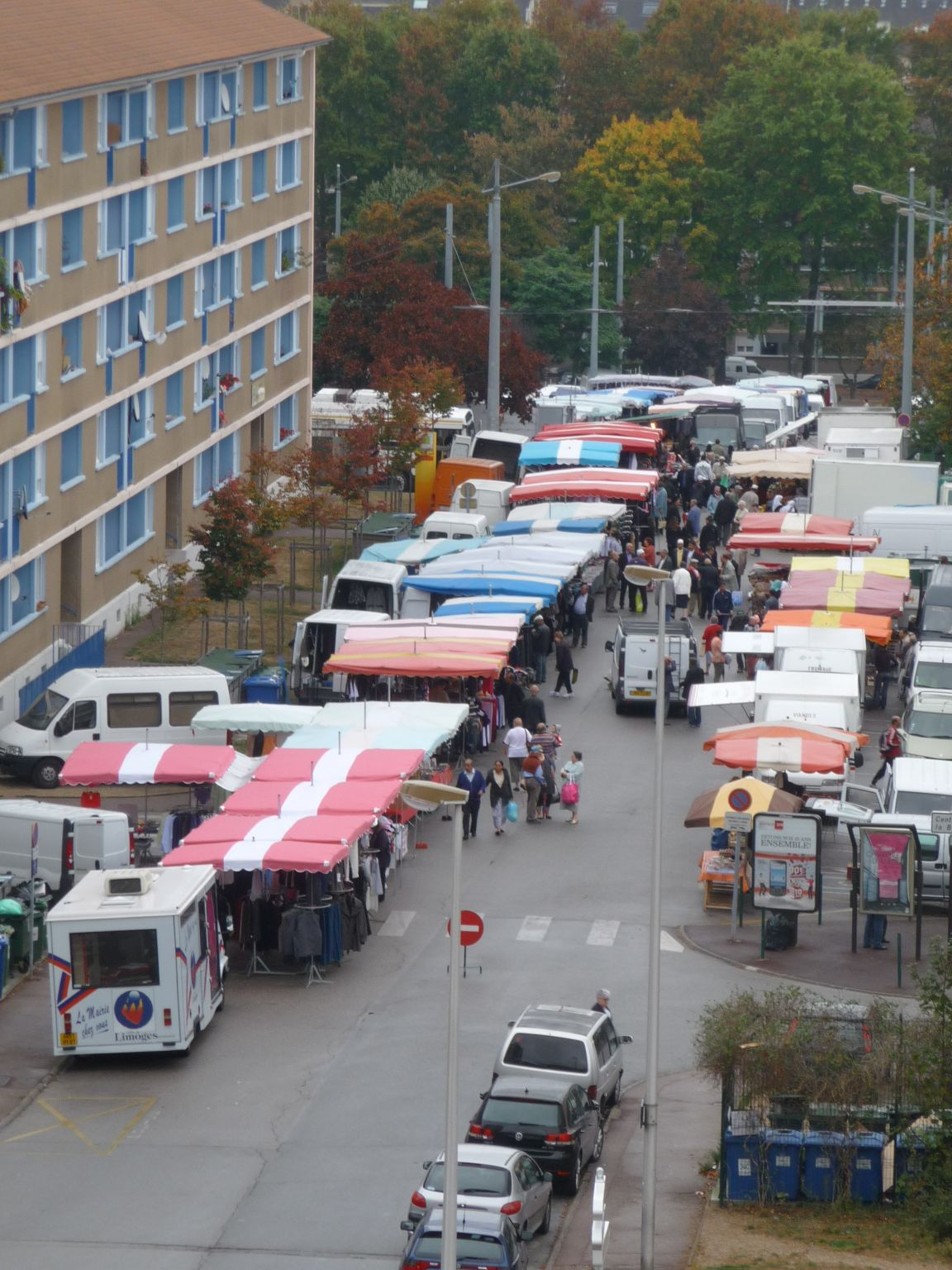
Photo du marché du quartier de la Bastide à Limoges tous les jeudis matin.

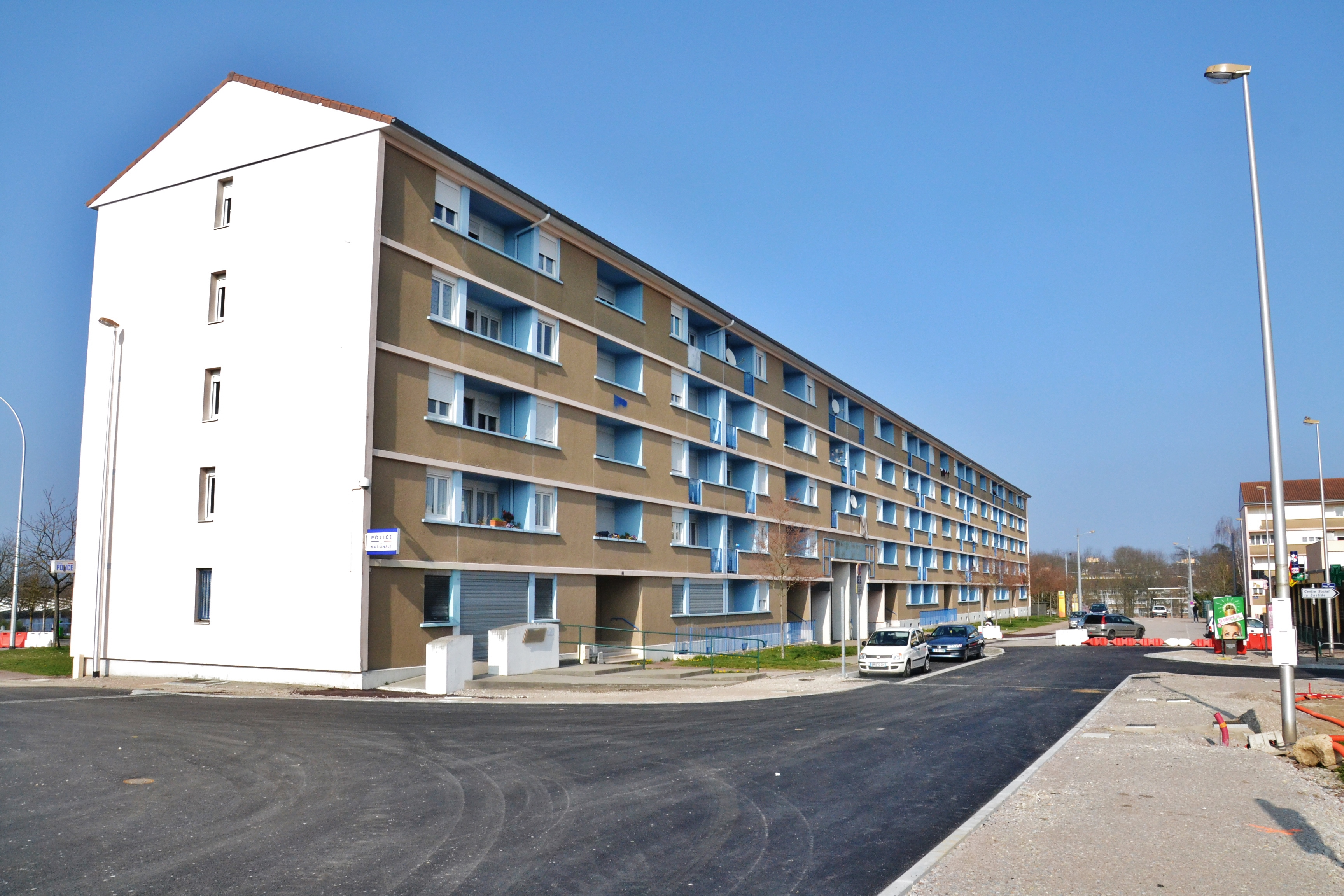
Le quartier en rénovation, courant 2013.

Le quartier de La Bastide se situe au nord de Limoges. Le quartier est bordé au nord par le bois de la Bastide, un des plus grands espaces verts de Limoges, qui relie le secteur à Beaubreuil et le sépare du quartier d'Uzurat.

### Transports
L'A 20 dessert le quartier par l'accès no 32. La Bastide est desservi par plusieurs routes nationales :
- RN 20 (Avenue du Général Leclerc)
- RN 520 (Boulevard Robert Schuman)

Le quartier est desservi par les lignes 2620 du réseau de la STCL.

## Historique

### Le hameau
Autrefois[Quand ?], « La Bastide » désigne le domaine datant de 1568 par achat de M. Martin de la Bastide. À l'origine[Quand ?], la Bastide n'est qu'un village. Le domaine comporte maisons, granges, cabanes et fontaines, le tout étant entouré de jardins, de prés et de terres labourées. Au XIXe siècle, la propriété s'étend largement au nord de Limoges et avoisine les 1 500 hectares sur l'ensemble du département de la Haute-Vienne. Vingt-quatre personnes y travaillent à l'année. Au début du XXe siècle, pour la moisson, on embauche encore une centaine d'hommes. 
Les terres sont progressivement rachetées par la Ville, soit pour agrandir le cimetière de Louyat, soit pour diverses opérations de lotissements. Les Martin de la Bastide quittent le lieu où ils avaient régné durant quatre siècles. Ainsi naissent la cité de la Bastide, et la zone industrielle Nord.

### La construction de la cité de la Bastide
La première partie de la Bastide est construite en 1957-1958. Elle comporte 650 logements.
Les rues du quartier de la Bastide portent le nom de divers peintres (par exemple Gauguin, Manet...)
- Rue Gauguin ; date de délibération du conseil municipal pour le choix du nom de la rue : 11 juillet 1958.
- Rue Degas ; date de délibération du conseil municipal pour le choix du nom de la rue : 11 juillet 1958.
- Allée van Gogh ; date de délibération du conseil municipal pour le choix du nom de la rue : 16 mai 1960.
- Allée Fragonard
- Allée Rouault

La deuxième partie est construite de 1959 à 1966. Elle comporte 1 020 logements. 
Les noms de rue ont été choisis par délibération du conseil municipal en date du 7 décembre 1963. 
- Rue Camille-Pissarro.
- Rue Georges-Braque.
- Rue Detaille.
- Allée Georges Seurat.
- Allée Édouard Manet.
- Allée Véronèse
- Allée Rouault

### Rénovation du quartier

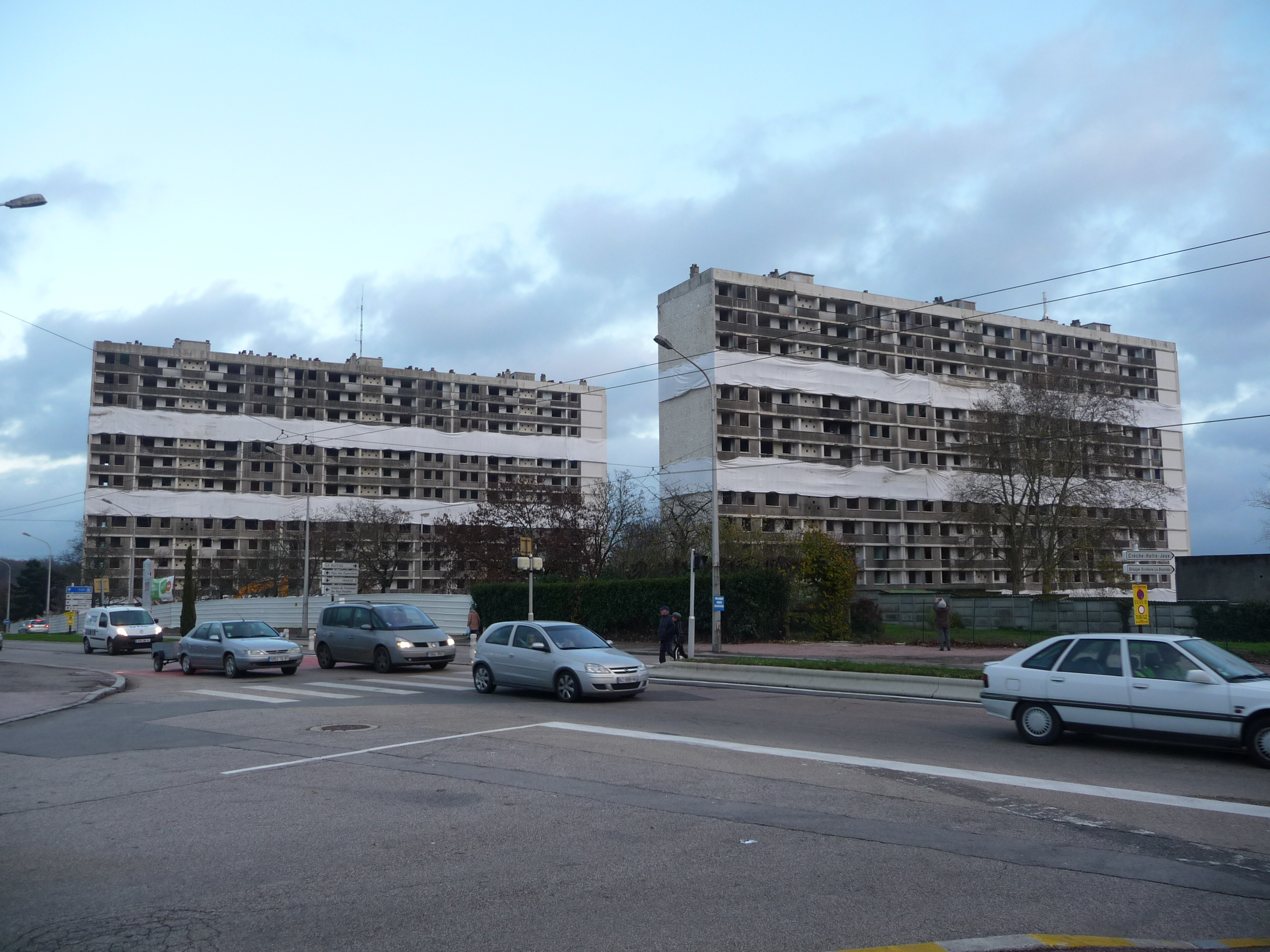
Les tours Gauguin quelques jours avant leur destruction

À la fin des années 2000, la ville de Limoges s'engage, avec la signature d'une convention avec l'Agence nationale pour la rénovation urbaine (ANRU), dans un programme de rénovation urbaine sur trois quartiers prioritaires : la Bastide, le Val de l'Aurence et Beaubreuil. Une convention pluriannuelle (2007-2011) pour la rénovation urbaine de Limoges est donc signée entre la municipalité, l'ANRU et leurs partenaires (l'État, la communauté d'agglomération, le Conseil régional, l'association foncière logement, la Caisse des dépôts et consignations, l'OPH Limoges Métropole, Habilim, le nouveau logis Centre Limousin et l'AROLIM), afin de poursuivre les transformations de ses trois quartiers. 
Point central de l'opération de rénovation urbaine menée par la municipalité de Limoges, les deux grandes barres dites « Gauguin » sont détruites par implosion, le dimanche 28 novembre 2010. La démolition est confiée à la Société Méditerranéenne de Démolition (SMD), sous le pilotage de GINGER CEBTP, maître d'œuvre de l'opération.
En 2019 a lieu la construction de l’établissement d'hébergement pour personnes âgées dépendantes (Ehpad) Marcel-Faure,.

## Population et société
La Bastide est un quartier très vivant qui abrite près de 4 200 habitants. C'est devenu une vraie petite ville avec deux groupes scolaires, un centre social municipal, de nombreux commerces, un marché, un cabinet médical, deux pharmacies, etc. C'est un quartier actif sur le plan sportif : six équipes de football et une équipe de basket-ball féminin et sur le plan culturel : une bibliothèque et un espace multimédia pour tous.

### Les équipements scolaires
- École maternelle et élémentaire La Bastide
- École maternelle et élémentaire Blanchot
- Collège Ronsard